# Šibice
Šibice is een plaats in de gemeente Zaprešić in de Kroatische provincie Zagreb. De plaats telt 777 inwoners (2001).